# Ulla Johansson (konstnär)
Ulla Ragnhild Johansson, född 7 mars 1931 i Malmö, död 12 augusti 1993 i Sankt Petri församling i Malmö, var en svensk skulptör och tecknare.
Hon var dotter till landskanslisten Sander Nikanor Johansson och Alice Margareta Hedlund. Johansson studerade måleri och keramik på Essemskolan i Malmö 1948–1951 samt skulptur vid Konstfackskolan i Stockholm 1962–1964 och måleri vid Konsthögskolan 1965–1970. Hon medverkade i Septembergruppens utställning i Karlskrona och med Skånes konstförenings utställningar i Malmö, hon var representerad vid Nationalmuseums utställning Unga tecknare 1953. Johansson är representerad vid Moderna museet i Stockholm och Malmö museum. Hon är gravsatt i minneslunden på Gamla kyrkogården i Malmö.